# Lars Daneskov
Lars Daneskov (født 1963) er journalist, tv-vært, radiovært og forfatter. Han var gift i 7 år med kollegaen Cecilie Frøkjær.
Lars Daneskov modtog i 1993 radioprisen Christian Kryger-prisen.

## Vært på radio/tv
- P3: Kronsj!, Strax
- TV 2: Eleva2ren, Jeopardy, Go'aften Danmark, Kontoret på TV2 Radio

## Bøger
- Nils Malmros – Portræt af en filmkunstner (1989)
- Kridthuset (roman, 1994)
- Måske er vi udødelige (roman, 1998)
- Så snak dog dansk, mand! (2005)
- Vagabonden – Historien om Mike Tramp (2005)
- Far på færde (2006)
- Min søn er Helle Thorning – og 43 andre omveje til at blive voksen (2007)
- Kæreste mand (2010)
- Godmorgen Historier
- Tro, Håb og Gorgonzola
- Tøselus og Vinkeflæsk